# Iglesia Fortificada (Ludiente)
La iglesia fortificada de Ludiente, también conocida como Iglesia de la Natividad, es un edificio que fue religioso, aunque actualmente ya no tiene culto, con una marcada estructura defensiva-militar. Está catalogada, de manera genérica, como Bien de Interés Cultural, con código 12.08.073-003
La iglesia se ubica en lo alto de un cerro al que se accede por la calle General Aranda, y su datación es de la época moderna, entre finales del siglo XV y principios del siglo XVI, empleándose en su construcción sillares y mampostería.
Presenta planta rectangular y un buen estado de conservación, destacando en su interior las nervaduras góticas de la bóveda de la sacristía.
Fue utilizada para fines bélicos sobre todo durante las Guerras Carlistas, lo cual queda patente en las aspilleras practicadas en los muros de la nave principal y en la torre.
Es de propiedad privada y en ella no se realiza culto, pudiéndose visitar concertando, previamente, la visita.